# علم التأريخ الإفريقي

الدول الإفريقية ما قبل الاستعمار من فترات زمنية مختلفة

هو فرع من علوم التأريخ يتعلق بالقارة الإفريقية، يعني بالأمم ومجموعة متنوعة من التواريخ المكتوبة وغير المكتوبة. لقد ميزت نفسها عن المناطق التأريخية القارية الأخرى نسبةً إلى طبيعتها متعددة الخصائص، باعتبار أساليب إفريقيا الفريدة والمتنوعة في تسجيل التأريخ إلا أنه أدى إلى وجود نقص في مجموعة من الأعمال التأريخية للأحداث الموثقة قبل الاستعمار الأوروبي. وعلى هذا الأساس قدم التأريخ الإفريقي نفسه للأساليب المعاصرة للدراسة التأريخية ودمج التحاليل الأنثروبولوجية والاجتماعية.
يشمل التسلسل الزمني للتأريخ الإفريقي المسجل العديد من الحركات الفنية، منها الدول واللهجات الإفريقية، وقد تغلغل تأريخها عبر العديد من الوسائط. يُصوَّر التأريخ المتعلق بمعظم القارة الإفريقية قبل الاستعمار بواسطة الفنون أو الكلام الشفاهي. مع ظهور الاستعمار الأوروبي، تغيرت الثقافة الاجتماعية والسياسية للقارة جذريًا، وسيطرت الأكاديمية الأوروبية على الوثائق المكتوبة لإفريقيا، وقد اعتُرف بها وانتُقدت في حركات ما بعد الاستعمار في القرن العشرين.

## العصور القديمة
بسبب اتساع قارة إفريقيا وتنوع مناخها والسكان المهاجرين والجغرافية القاسية في بعض الأحيان، تسببت في افتقار مجموعة متنوعة من المجموعات الثقافية إلى حوافز التجمع والتحضر كما في أوروبا الشرقية وآسيا الصغرى أو الشرق الأوسط في العصور القديمة. نتيجةً لذلك، لم تنتج القارة الإفريقية العديد من الأعمال الموجودة -سواءً مكتوبة أو أثرية- كممالك الشمال. العديد من التصورات الحديثة لإفريقيا التي سبقت التأريخ المكتوب هي بواسطة علم الآثار والآثار القديمة. باستثناء الهيروغليفية المصرية القديمة والحروف الجعزية، جزء كبير من القارة الإفريقية لم يكن لديه وسيلة لكتابة أو تسجيل التأريخ حتى الحقبة الحالية. هذا يمثل تحديًا للمؤرخين في حل شفرة تأريخ القارة مع مجموعة معينة من الناس والأمم التي لم تبدأ بتسجيل التأريخ.

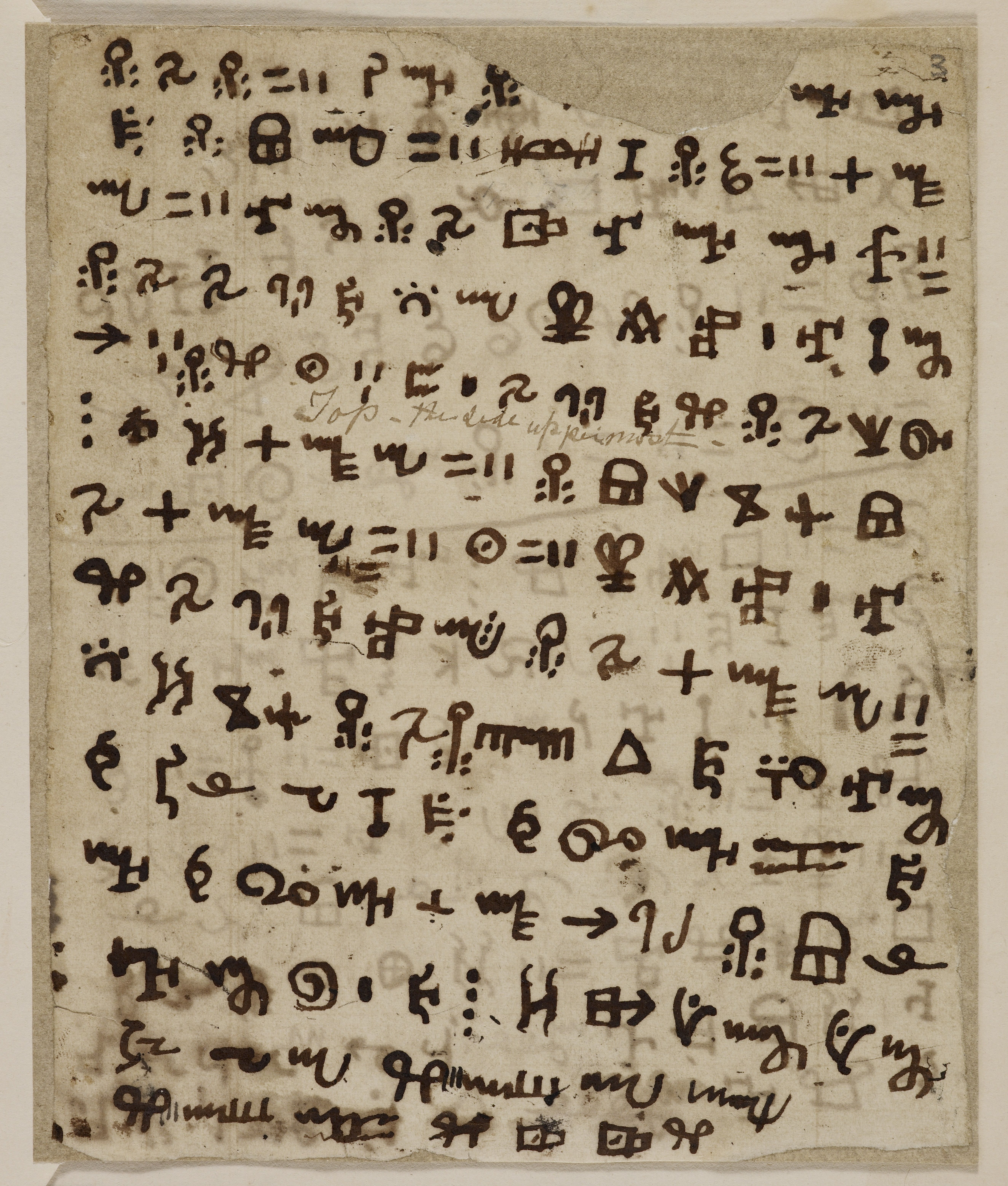
وثائق من نص فاي، تم تطويره في ليبيريا في القرن التاسع عشر.

## التاريخ المكتوب حديثًا
العديد من أنظمة الكتابة الإفريقية طُوّرت في التأريخ القديم والحديث، واحتوت القارة على كمية كبيرة من القواعد الإملائية المتنوعة. من أبرز اللغات القديمة وهي الهيروغليفية المصرية، التي كانت غالبًا منقوشة على الجدران، زخرفة على أشياء ذات دلالة دينية وكانت تُكتب على الأخشاب وورق البردي. الهيروغليفية كالعديد من اللغات الإفريقية القديمة، ظلت فترةً زمنيةً طويلة دون ترجمة يمكن التحقق منها. حجر رشيد، اكتُشف سنة 1799، وسمح للمؤرخين بفك رموز الهيروغليفية بفعالية والولوج إلى حقل جديد من تأريخ مصر القديمة. ينفذ هذا المجال غالبًا المؤرخون الأوروبيون.

## التاريخ الاستعماري
وصل التأريخ الاستعماري مع اكتشاف واستعمار إفريقيا وشمل دراسة إفريقيا وتأريخها من قبل الأكاديميين والمؤرخين الأوروبيين. بسبب التأسيس النسبي للأكاديميات الأوروبية مقارنةً بإفريقيا خلال تلك الفترة، كذلك هيمنة القوى الأوروبية عبر القارة، كتب التأريخ الإفريقي بالكامل من منظور أوروبي مصحوبًا بالشعور بالتفوق الغربي. يرجع ذلك إلى التفوق التقني لأوروبا واللامركزية مقارنةً بالقارة الإفريقية مع عدم وجود دولة قوية واضحة في المنطقة، وعُد الأفارقة أقل شأنًا في عنصرية. عامل آخر هو عدم وجود هيئة راسخة من التأريخ الإفريقي الجماعي أُنشئت في القارة، بل يوجد العديد من اللهجات المختلفة، والمجموعات الثقافية والدول المتقلبة إضافةً إلى توثيق التاريخ بواسطة مصادر غير مكتوبة. أدى ذلك إلى تصور الأوروبيين أن إفريقيا وشعبها ليس لديهم تاريخ مسجل أو ليس لديهم رغبة في تدوينه.
كُتبت الأعمال التأريخية في ذلك الوقت غالبًا من قبل علماء من مختلف القوى الأوروبية وكانت مقتصرةً على الدول منفردةً ما أدى إلى تفاوت في الأسلوب وجودة اللغة والمحتوى بين العديد من الدول الإفريقية. تعلقت هذه الأعمال غالبًا بأنشطة القوى الأوروبية وركزت على الأحداث المتعلقة بالمساعي الاقتصادية والعسكرية للقوى في المنطقة. من أمثلة الأعمال البريطانية ليليان نولز«التنمية الإقتصادية للإمبراطورية البريطانية لما وراء البحار» والثورة الاقتصادية في غرب إفريقيا البريطانية، الذي يناقش الإنجازات الاقتصادية للإمبراطورية البريطانية والوضع في المستعمرات البريطانية في إفريقيا.